# Entelecara italica
Entelecara italica là một loài nhện trong họ Linyphiidae.
Loài này thuộc chi Entelecara. Entelecara italica được Konrad Thaler miêu tả năm 1984.